# Alysicarpus brownii
Alysicarpus brownii är en ärtväxtart som beskrevs av Anton Karl Schindler. Alysicarpus brownii ingår i släktet Alysicarpus och familjen ärtväxter. Inga underarter finns listade i Catalogue of Life.